# Urumita
Urumita – miasto w Kolumbii, w departamencie La Guajira.